# Bandiera del Nuovo Galles del Sud
L'attuale bandiera del Nuovo Galles del Sud è stata adottata ufficialmente dal governatore del Nuovo Galles del Sud, Hercules Robinson il 30 novembre 1876.
La bandiera è una Blue Ensign con a destra lo stemma dello stato.
Lo stemma ha forma circolare, è di colore bianco con la croce di San Giorgio e al centro di esso è presente un leone araldico dorato. In ogni braccio della croce c'è una stella dorata a otto punte.
Lo stemma è stato disegnato dall'architetto coloniale James Barnet e dal Capitano a riposo della Marina Reale Francis Hixson.

## Bandiere precedenti
La prima bandiera del Nuovo Galles del Sud fu adottata nel 1867.  Era la Blue Ensign con a destra le lettere "NSW" (abbreviazione di New South Wales - Nuovo Galles del Sud) in bianco.
Secondo il British Colonial Naval Defence Act del 1865 tutte le bandiere delle colonie britanniche dovevano essere una Blue Ensign con a destra lo stemma della colonia.
Per tale motivo il Nuovo Galles del Sud adottò una seconda bandiera nel 1870.
La bandiera era una Blue Ensign con a destra una raffigurazione  della croce del sud con sopra una corona imperiale. La bandiera risultò troppo simile a quella del Victoria, infatti le uniche differenze consistevano nel colore delle stelle (bianche in quella del Victoria e dorate in quella del Nuovo Galles del Sud) e nel numero di punte delle stelle (da cinque a otto in quella del Victoria e da cinque a nove in quella del Nuovo Galles del Sud).

1867-1870
1870-1876